# Патрік Кейн
Патрік Тімоті Кейн II (англ. Patrick Timothy Kane II; 19 листопада 1988, м. Баффало, США) — американський хокеїст, правий нападник. Виступає за «Детройт Ред Вінгс» у Національній хокейній лізі. Перший номер драфту НХЛ 2007.

## Кар'єра
Юнацьку кар'єру розпочав виступами за юнацьку збірну США (вік гравців до 18 років), в Північно-Американській хокейній лізі (NAHL). Провівши там два роки нарешті перейшов до канадійської команди «Лондон Найтс», що обрала його в 5 раунді драфту OHL ще в 2004 році. В першому ж сезоні в OHL Патрік приголомшив всіх своєю результативністю. Він став найкращим бомбардиром ліги і безумовно за це отримав приз найкращого новачка ліги.
Завдяки таким успіхам він був помічений командами НХЛ. І на драфті новачків 2007 року був обраний під загальним першим номером командою «Чикаго Блекгокс». Вже в першому сезоні Кейн зумів набрати 72 очки, за що отримав приз найкращому новачку сезону. В спорі за трофей він випередив таких гравців, як Ніклас Бекстрем та партнера по команді Джонатана Тейвза. Другий сезон був так само успішним не лише для Патріка, а й для команди. Сам Кейн став другим бомбардиром команди, а "Блекгокс" дійшли до фіналу конференції розіграшу кубка Стенлі.

## Статистика
| Сезон                       | Клуб                        | Ліга                        | Регулярна першість          | Регулярна першість          | Регулярна першість          | Регулярна першість          | Плей-оф | Плей-оф | Плей-оф | Плей-оф |
| Сезон                       | Клуб                        | Ліга                        | І                           | Г                           | П                           | О                           | І       | Г       | П       | О       |
| --------------------------- | --------------------------- | --------------------------- | --------------------------- | --------------------------- | --------------------------- | --------------------------- | ------- | ------- | ------- | ------- |
| 2006-2007                   | Лондон Найтс                | OHL                         | 58                          | 62                          | 83                          | 145                         | 16      | 10      | 21      | 31      |
| 2007-2008                   | Чикаго Блекгокс             | НХЛ                         | 82                          | 21                          | 51                          | 72                          | -       | -       | -       | -       |
| 2008-2009                   | Чикаго Блекгокс             | НХЛ                         | 80                          | 25                          | 45                          | 70                          | 16      | 9       | 5       | 14      |
| 2009–10                     | Чикаго Блекгокс             | НХЛ                         | 82                          | 30                          | 58                          | 88                          | 22      | 10      | 18      | 28      |
| 2010–11                     | Чикаго Блекгокс             | НХЛ                         | 73                          | 27                          | 46                          | 73                          | 7       | 1       | 5       | 6       |
| 2011–12                     | Чикаго Блекгокс             | НХЛ                         | 82                          | 23                          | 43                          | 66                          | 6       | 0       | 4       | 4       |
| 2012–13                     | ХК «Біль»                   | NLA                         | 20                          | 13                          | 10                          | 23                          | —       | —       | —       | —       |
| 2012–13                     | Чикаго Блекгокс             | НХЛ                         | 47                          | 23                          | 32                          | 55                          | 23      | 9       | 10      | 19      |
| 2013–14                     | Чикаго Блекгокс             | НХЛ                         | 69                          | 29                          | 40                          | 69                          | 19      | 8       | 12      | 20      |
| 2014–15                     | Чикаго Блекгокс             | НХЛ                         | 61                          | 27                          | 37                          | 64                          | 23      | 11      | 12      | 23      |
| 2015–16                     | Чикаго Блекгокс             | НХЛ                         | 82                          | 46                          | 60                          | 106                         | 7       | 1       | 6       | 8       |
| НХЛ разом                   | НХЛ разом                   | НХЛ разом                   | 658                         | 251                         | 412                         | 663                         | 123     | 49      | 72      | 121     |
| Всього у складі збірної США | Всього у складі збірної США | Всього у складі збірної США | Всього у складі збірної США | Всього у складі збірної США | Всього у складі збірної США | Всього у складі збірної США | 22      | 6       | 15      | 21      |

## Нагороди
- Володар Кубка Стенлі (2010, 2013, 2015)
- Володар Трофею Колдера (2008)
- Переможець юніорського чемпіонату світу (2006)
- Команда All-Star Кубка Шпенглера (2012).
- Найкращий бомбардир КХЛ (2007)